# Ian Smith

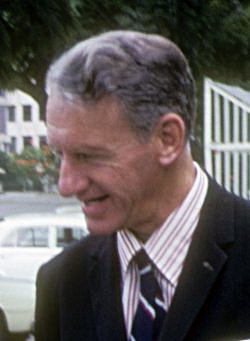
Ian Smith (1975)

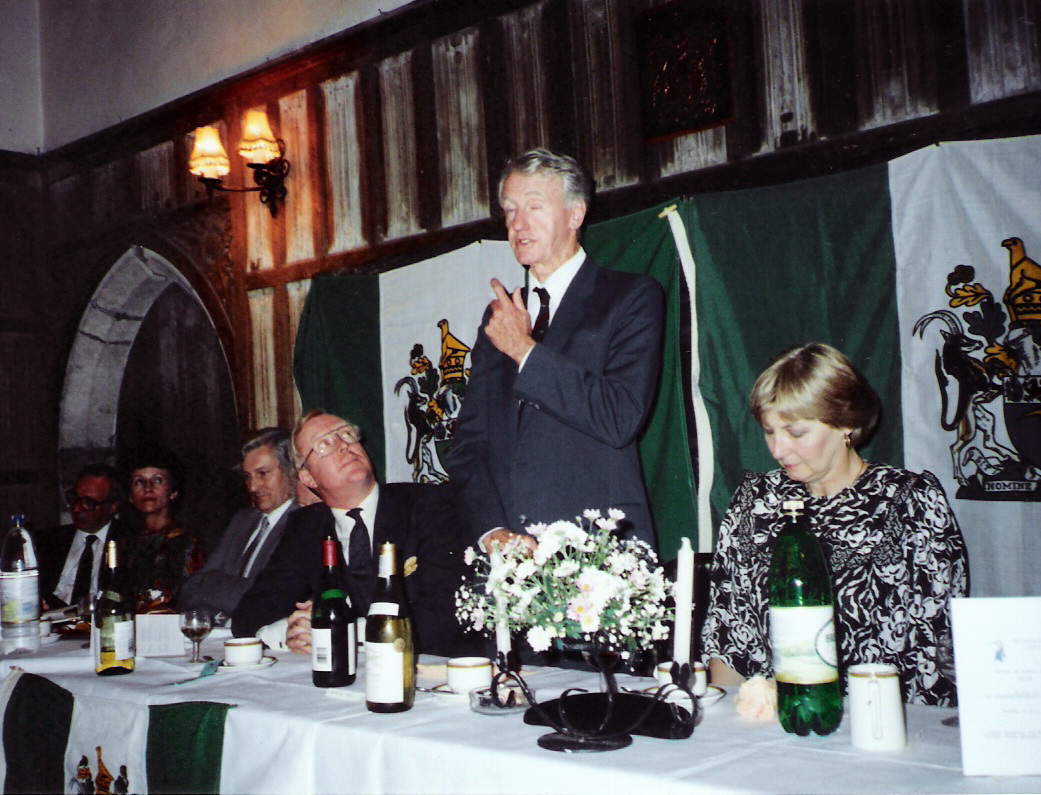
Ian Smith bei einem Abendessen des Conservative Monday Club auf Lympne Castle in Kent, im Juli 1990

Ian Douglas Smith (* 8. April 1919 in Selukwe (heute Shurugwi), Südrhodesien; † 20. November 2007 in Kapstadt, Südafrika) war ein rhodesischer Politiker. Er war von 1964 bis 1979 Premierminister von Rhodesien, dem heutigen Simbabwe.

## Leben
Smith entstammte einer schottischstämmigen Familie. Er wurde in der damaligen britischen Kolonie Südrhodesien geboren und wuchs dort auf. Sein Studium absolvierte er an der südafrikanischen Rhodes University. Im Zweiten Weltkrieg diente er als Pilot der britischen Royal Air Force in Europa und Nordafrika, 1945 kehrte er auf seine Tabakfarm in Rhodesien zurück.
Smith war Anfang der 1960er Jahre Mitgründer der Rhodesischen Front, die sich einerseits für die Unabhängigkeit des Landes, andererseits aber auch für die Aufrechterhaltung der Vorherrschaft der weißen Minderheit einsetzte. Er weigerte sich, die schwarze Bevölkerungsmehrheit 1964 an der Regierung zu beteiligen, weshalb die Unabhängigkeitserklärung Südrhodesiens 1965, das sich nun Rhodesien nannte, international nicht anerkannt wurde. Die Forderung nach Beteiligung der schwarzen Bevölkerung an der parlamentarischen Mitbestimmung wurde von Großbritannien im Dezember 1966 bei den „Tiger Talks“ mit Ian Smith bei Gibraltar erneut erhoben (NIBMAR-Forderung). Die von den Vereinten Nationen verhängten Wirtschaftssanktionen bewirkten in der Außenpolitik von Premierminister Smith eine wirtschaftlich und militärisch orientierte Hinwendung zu Südafrika. Trotz Wirtschaftssanktionen und gescheiterter Verhandlungen mit der britischen Kolonialmacht gab die Regierung unter Smith Rhodesien 1969 eine neue Verfassung und rief nach den Parlamentswahlen im März 1970 die Republik aus. Mit diesem Schritt war die Bindung an Großbritannien formal aufgehoben.
Als Folge dieses Schrittes zogen alle in Salisbury akkreditierten Staaten, außer Südafrika, ihre diplomatischen Vertreter zurück.
Die weiße Minderheitsregierung geriet zunehmend durch den Guerillakrieg von ZAPU und ZANU in Bedrängnis, deren Bekämpfung alle Ressourcen verschlang. Smith suchte im Rahmen dieser Entwicklung zunehmend eine intensive Zusammenarbeit mit Südafrika. Er weilte 1970 mehrmals zu Regierungsbesuchen in Pretoria. Der südafrikanische Premierminister Balthazar Johannes Vorster kam im Mai auf Staatsbesuch zu Smith.
Am 1. Dezember 1975 unterzeichneten Smith und Joshua Nkomo in Salisbury eine „Declaration of Intent“ (etwa: „Willenserklärung“), in deren Zielformulierung eine Verfassungsänderung lag. Die entsprechenden Konsultationen zwischen den politischen Kräften begannen am 15. Dezember desselben Jahres. Sie endeten am 15. März 1976. Der britische Premier James Callaghan forderte Smith auf, die Formel „Majority Rule within 18 months“ (deutsch etwa: „Mehrheitsbeteiligung innerhalb der kommenden 18 Monate“) zu akzeptieren. Erst in Folge eines Gesprächs mit Henry Kissinger am 24. September 1976 akzeptierte Smith die dabei aufgestellte Forderung „Majority Rule in two years“ (… in zwei Jahren). Smith erklärte in seiner „Surrender Speach“ (etwa: „Kapitulationserklärung“) am selben Tag, dass er innerhalb von zwei Jahren eine Mehrheitsregierung bilden würde.
Eine 1976/77 in Genf abgehaltene Rhodesien-Konferenz blieb ergebnislos. Es folgten zahlreiche Gespräche mit internationalen Regierungsvertretern. Am 20. September 1976 traf sich Smith mit Henry Kissinger zu umfassenden Gesprächen in Pretoria, woran abschließend auch der südafrikanische Premier Vorster teilnahm. Kissinger hatte Smith konkrete Vorschläge zur Lösung des inneren rhodesischen Konflikts unterbreitet, die eine Machtbeteiligung schwarzer Politiker beinhalteten. Sie bildeten die Grundlage weiterer konkreter Schritte.
Schließlich einigte sich Smith mit einer Reihe moderater, konservativ orientierter schwarzer Politiker auf allgemeine Wahlen und damit eine Beteiligung der schwarzen Bevölkerungsmehrheit an der Staatsführung. Diese Wahlen fanden im August 1977 statt. Dabei gewann seine Partei, die Rhodesian Front, alle für Weiße vorgesehenen Parlamentssitze. 1979 wurde der schwarze Bischof Abel Muzorewa Premierminister und Ian Smith dessen Stellvertreter, fand aber weder international noch bei ZANU und ZAPU Anerkennung. Erst das von Großbritannien vermittelte Lancaster-House-Abkommen brachte 1979 eine Einigung zwischen der rhodesischen Regierung einerseits sowie ZANU und ZAPU andererseits. Nach einer Übergangszeit, in der Rhodesien erneut den Status als britische Kronkolonie hatte, ging das nun offiziell als Simbabwe bezeichnete Land am 18. April 1980 in die anerkannte Unabhängigkeit.
In den folgenden Jahren war Smith Oppositionsführer der Republican Front. Die Unterstützung seiner Politik seitens der weißen Minderheit nahm aber immer mehr ab, dennoch gelang es seiner Partei noch bei den Wahlen 1985, 15 der 20 für die weiße Minderheit vorgesehenen Parlamentssitze zu erringen. Präsident Robert Mugabe schaffte diese garantierten Sitze zwei Jahre später jedoch ab, Smith zog sich daraufhin auf seine Farm zurück. 2005 emigrierte er nach Südafrika, wo er am 20. November 2007 starb. An seinen Positionen hielt er bis zuletzt fest, insbesondere während des wirtschaftlichen Niedergangs Simbabwes nach dem Jahr 2000. Die Farm, die er seiner Familie nach seinem Tod hinterließ, wurde 2012 im Zuge eines Enteignungsverfahrens vom Staat beschlagnahmt.